# Pařížské hradby
Pařížské hradby byly systém městského opevnění Paříže, které obklopovalo město až do počátku 20. století. S tím, jak se zvětšovala Paříž, rozšiřovaly se i prstence hradeb kolem ní, takže se během staletí vytvořilo několik odlišných opevňovacích systémů. Rozlišuje se sedm základních hradeb.
Nejstarší mohlo být předpokládané galské opevnění, po němž následovalo galo-románské. Ve středověku pak byly postaveny hradby Filipa II. Augusta a Karla V. Další hradby, tzv. žluté příkopy (Fossés jaunes) nechal postavit Ludvík XIII. Na konci 18. století vznikly hradby zvané Fermiers généraux a po nich v polovině 19. století tzv. Thiersovy hradby, které byly odstraněny až po roce 1919. S výjimkou období 1670 (kdy nechal Ludvík XIV. strhnout hradby svého otce Ludvíka XIII.) až 1785 (kdy byla zahájena výstavba Fermiers généraux), byla Paříž vždy až do první světové války obklopena hradbami.
Mnohé hradby zanechaly po sobě též stopy ve struktuře pařížských ulic. Tzv. velké bulváry (Grands Boulevards), tj. Beaumarchais, Filles-du-Calvaire, Temple, Saint-Martin, Saint-Denis, Bonne-Nouvelle, Poissonnière, Montmartre, Italiens, Capucines a Madeleine vznikly na místě hradeb Ludvíka XIII. Tzv. vnější bulváry (boulevards extérieurs) ukazují, kudy vedla hradební zeď Fermiers généraux (Charonne, Ménilmontant, Belleville, La Villette, La Chapelle, Rochechouart, Clichy, Batignolles a Courcelles). Tzv. maršálské bulváry (Boulevards des Maréchaux) pojmenované po maršálech Francie: Soult, Poniatowski, Général-Jean-Simon, Masséna, Kellermann, Jourdan, Brune, Lefebvre, Victor, Général-Martial-Valin, Murat, Suchet, Lannes, Amiral-Bruix, Gouvion-Saint-Cyr, Berthier, Bessières, Ney, MacDonald, Sérurier, Mortier a Davout se nacházejí na místě Thiersových hradeb a konečně Boulevard périphérique byl postaven na místě tzv. zone non aedificandi. Samotných hmotných pozůstatků hradeb se do dnešní doby dochovalo jen velmi málo. Jsou to především části hradeb Filipa II. Augusta ve čtvrti Marais a některé stavby Fermiers généraux.

## Historie

### Nejstarší hradby

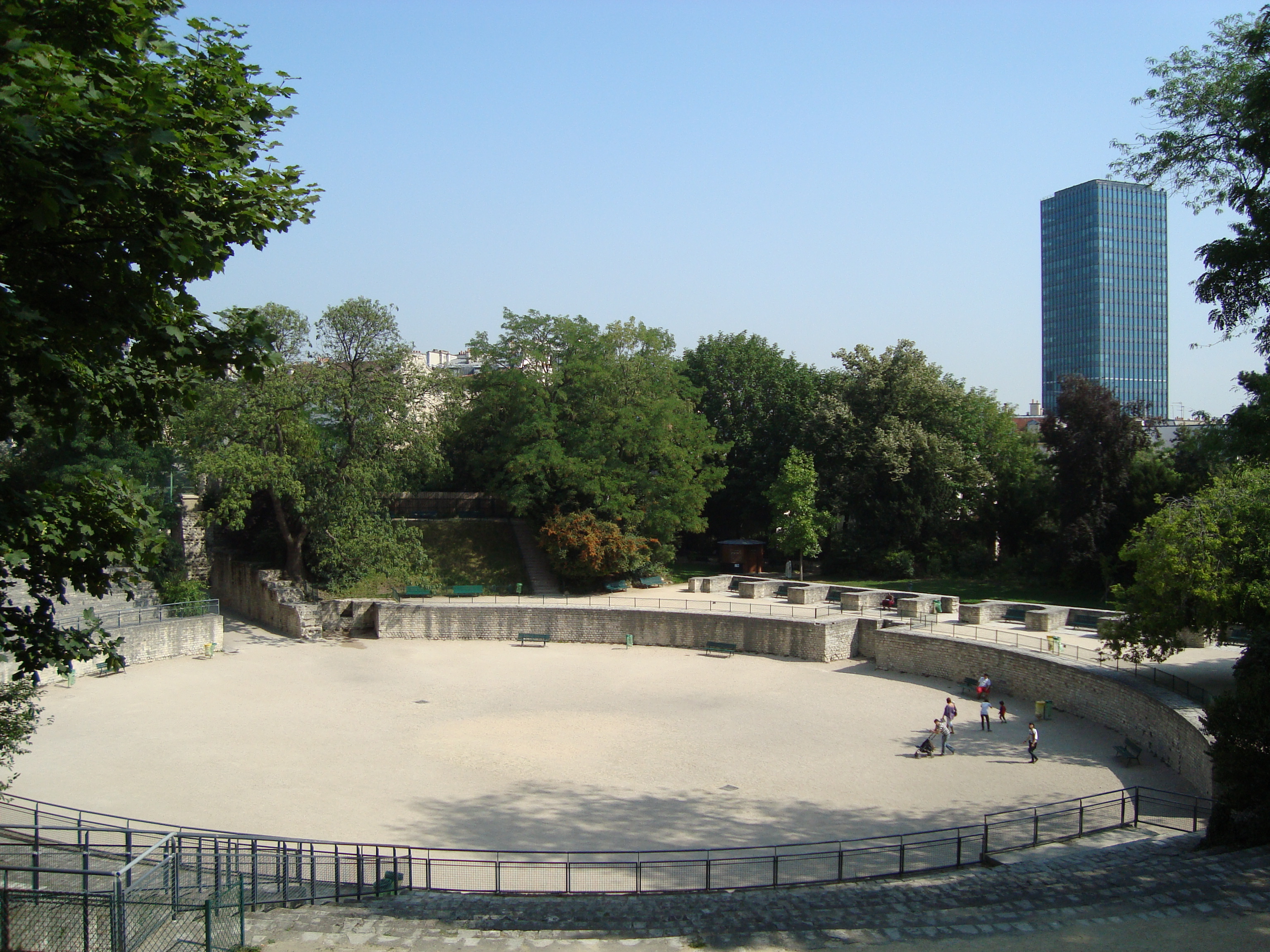
Římská aréna v 5. obvodu

Již Julius Caesar nazývá Paříž oppidem, tedy opevněným sídlištěm:
| „                                       | Id est oppidum Parisiorum, quod positum est in insula fluminis Sequanae | “ |
| — Julius Caesar, Zápisky o válce galské |                                                                         |   |

Tedy: Je to oppidum Parisiů, které se nachází na ostrově v řece Seině. Ovšem není jisté, jedná-li se skutečně o dnešní ostrov Cité. Bezpečná je ovšem informace, že v roce 285 n. l. při nájezdech barbarů během stěhování národů uprchli obyvatelé z Lutetie na levém břehu a opevnili se na ostrově Cité, kde na východní straně vystavěli hradby z kamenů vzatých z Arènes de Lutèce. Toto galořímské opevnění tedy chránilo pouze ostrov. Co se týče nejstaršího opevnění města z 10. století, které již stálo na pravém břehu, existovaly dlouhou dobu pouze hypotézy vycházející z umístění ulic a pomístních názvů. Teprve nedávno však byly nalezeny stopy opevnění na rohu ulic Rue de l'Arbre-Sec a Rue de Rivoli v 1. obvodu, což umožnilo určit alespoň přibližně jeho trasu.

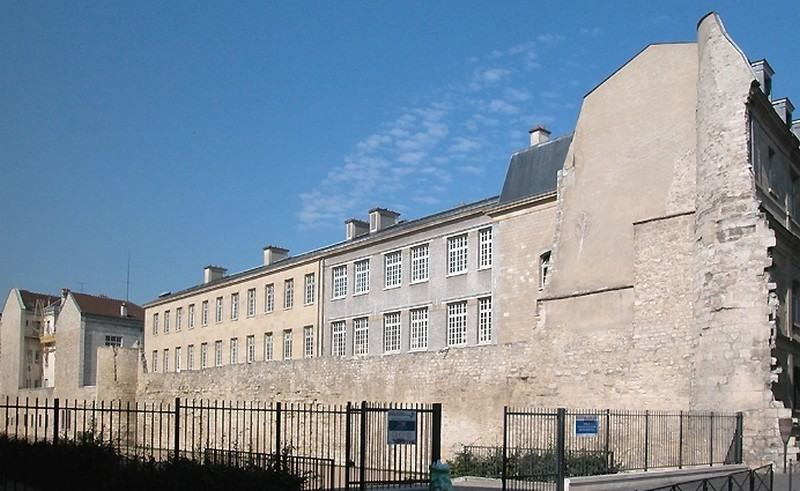
Nejrozsáhlejší část hradeb Filipa II. Augusta v Rue des Jardins-Saint-Paul

### Hradby Filipa II. Augusta
Více je toho známo o hradbách krále Filipa II. Augusta, který nechal rozšířit opevnění kolem města v letech 1190–1215 a území zahrnovalo 253 ha na obou stranách řeky. Tyto zdi byly později zakomponovány zčásti do pozdních hradeb, částečně i do obytných domů. Výstavba hradeb probíhala během bojů francouzského krále s Plantagenety. Aby ochránil město v době své nepřítomnosti, nařídil před odjezdem na třetí křížovou výpravu vybudovat kamenné hradby kolem celé Paříže. Na pravém břehu vznikaly hradby v letech 1190–1209 a na levém břehu 1200–1215. Upřednostnění pravého břehu při výstavbě mělo strategické důvody. Případný útok anglického krále by pravděpodobně vedl od severozápadu a levý břeh nebyl z důvodu menšího osídlení tolik významný. Při této příležitosti byl dobře opevněn i královský palác Louvre.

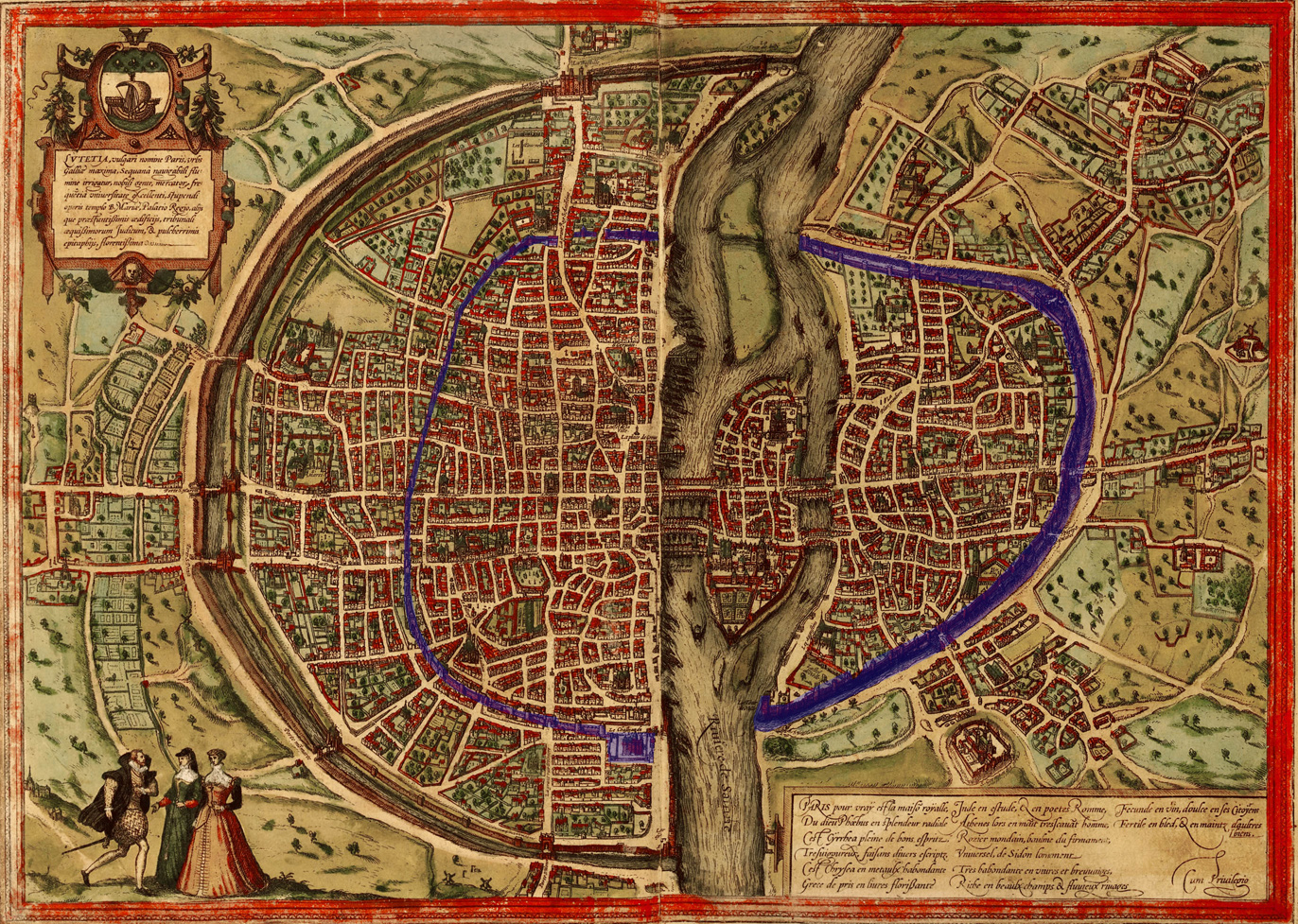
Pařížské hradby na plánu z roku 1572

### Hradby Karla V.
Ačkoliv hradby z přelomu 12. a 13. století zahrnovaly i ornou půdu a vinice, pro případ dlouhodobého obléhání, počet obyvatel stále stoupal, půda byla zabírána pro výstavbu a pěstování zemědělských plodin se přesouvalo mimo městské hradby. Rovněž se rozvíjela předměstí, především Saint-Honoré na západě. Stoletá válka mezi Francií a Anglií si vyžádala výstavbu nových městských hradeb. V roce 1356 začal na pravém břehu Étienne Marcel stavět hliněný val několik set metrů od hradeb, který byl dokončen v roce 1358. Král Karel V. poté nařídil, aby byl tento val opevněn a doplněn vodním příkopem napájeným ze Seiny. Výstavba nových městských hradeb byla dokončena roku 1383 za jeho nástupce Karla VI. Na pravém břehu nahradily předchozí opevnění Filipa II. Augusta. Nová zeď obklopovala území o rozloze 439 ha, na kterém žilo zhruba 150 000 obyvatel. Hradby byly rozšířeny pouze na pravém břehu Seiny západně od Louvru, který tak přestal být součástí opevnění a zahrnovaly především čtvrť Marais. Karel V. během povstání Étienna Marcela opustil královský palác na ostrově Cité a přesídlil do paláce Saint-Pol na pravém břehu. Ten však byl špatně chráněn, proto byl systém hradeb zpevněn právě zde. Součástí těchto hradeb byla i pevnost Bastila vystavěná v letech 1370–1382.

### Hradby Ludvíka XIII.
U příležitosti výstavby nového opevnění byla tato středověká hradba částečně zbořena a nahrazena novou za vlády Ludvíka XIII. V letech 1633–1636 k ní byla připojena ještě další část hradeb na západě podle plánů Jacquese Lemerciera. Také tyto hradby byly rozšířeny pouze na pravém břehu řeky. Toto opevnění se také nazývá jako žluté příkopy (Fossés jaunes).
Tyto hradby byly zbořeny relativně brzy, v roce 1670 za nástupce Ludvíka XIV. Stavby byly strženy, příkopy zasypány a namísto nich byly zřízeny široké bulváry. Z těchto hradeb se dochovalo jen velmi málo hmotných pozůstatků. V místě starých bran byly postaveny triumfální oblouky Porte Saint-Denis a Porte Saint-Martin.

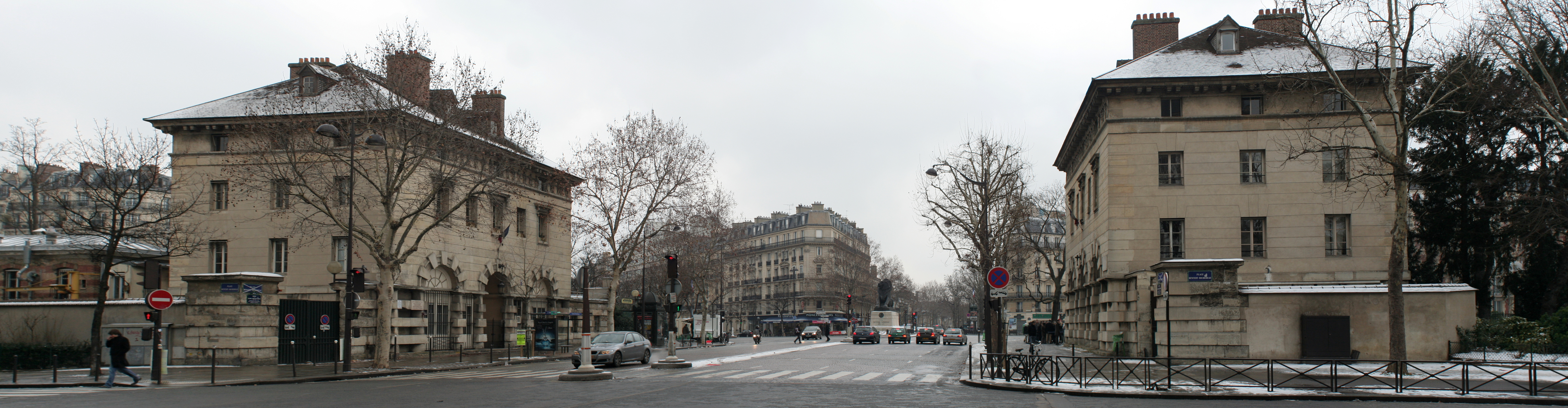
Barrière d'Enfer na place Denfert-Rochereau

### Fermiers généraux
V letech 1785–1788 byla kolem Paříže postavena zeď zvaná Fermiers généraux. Na rozdíl od předchozích hradeb nebylo jejím hlavním cílem chránit hlavní město, ale sloužila k daňovým účelům. Na zboží, které bylo dovezeno do Paříže, byla uvalena nepřímá daň (spotřební daň) tzv. akzise a veškeré zboží proudící do Paříže mohlo procházet pouze přes brány této zdi. Výběrem této daně byla pověřena finanční společnost Ferme générale založená v roce 1726, která se starala o výběr nepřímých daní. Zeď Fermiers generaux zahrnovala již 3370 ha. Byla zbořena po roce 1860, kdy se hranice Paříže posunuly až k novým hradbám. Dnes se z tohoto opevnění dochovaly některé stavby sloužící právě ke kontrole zboží a výběru daní.

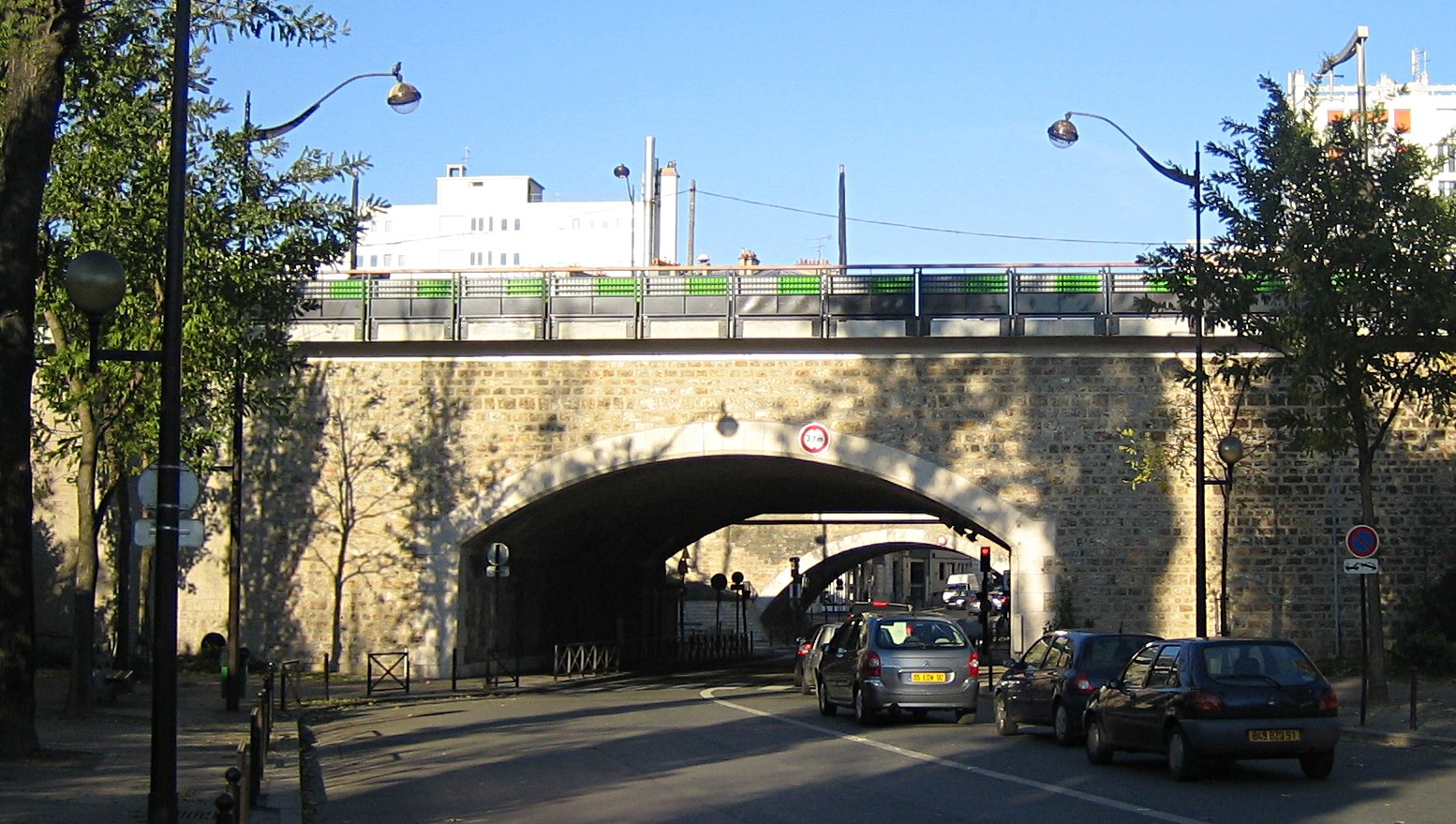
Pozůstatek Thiersových hradeb ve 13. obvodu – Poterne des Peupliers

### Thiersovy hradby
V letech 1840–1845 byly za vlády Ludvíka Filipa postaveny nové hradby ve větší vzdálenosti (asi 5 km od města), které prosadil politik Adolphe Thiers. V roce 1860 byly hranice Paříže posunuty až k těmto hradbám a bylo zahájeno odstranění zdi Fermiers généraux. Nové hradby byly dlouhé 33 km a měly 94 bašt a 17 městských bran. Za hradbami se ještě táhl pás volného prostranství tzv. zone non aedificandi, kde mohly být v případě potřeby umístěny těžké zbraně. Ovšem už v době svého vzniku byl tento druh obrany města zastaralý, což se ukázalo během první světové války, kdy válečná technika, především děla tzv. Tlustá Berta nebo Pařížanka mohly ostřelovat Paříž z velké vzdálenosti. 19. dubna 1919 vstoupil v platnost zákon, dle něhož město odkoupilo hradby za 100 miliónů franků s podmínkou zákazu výstavby v zone non aedificandi. Téhož roku byla zahájena jejich postupná demolice.

### Prstenec pevností
Souběžně s výstavbou Thiersových hradeb byl budován systém opevnění ve vzdálenosti zhruba 5 km od nich. Jednalo se o 16 pevností kolem Paříže.
Protože se během Prusko-francouzské války ukázalo opevnění Paříže jako neúčinné, byl v letech 1874–1885 vybudován kolem Paříže další pás pevností ve vzdálenosti zhruba 20 km. Jednalo se o 196 staveb (58 malých pevností a 278 baterií)

## Galerie

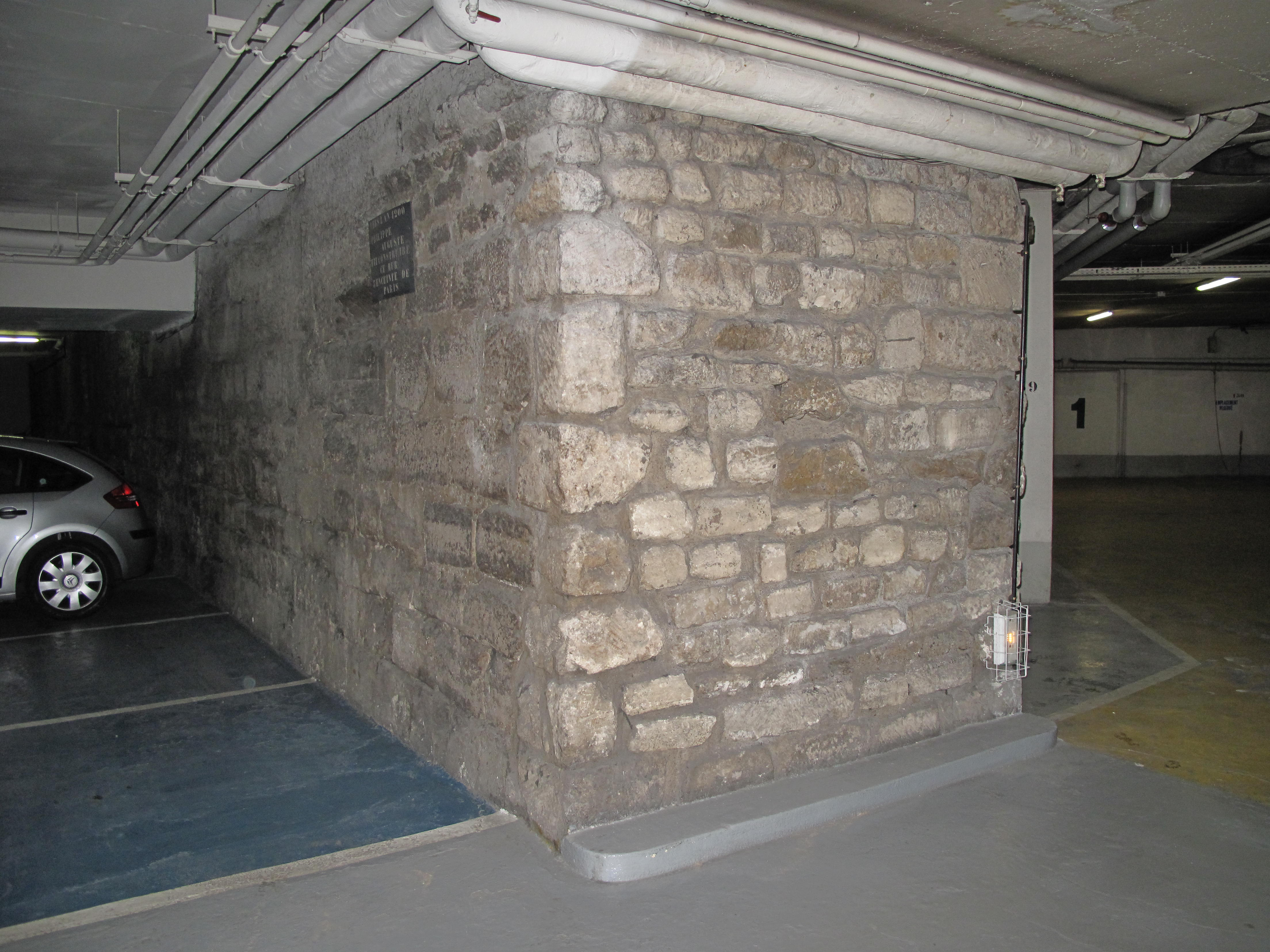
Hradby Filipa II. Augusta v podzemním parkovišti Rue Mazarine
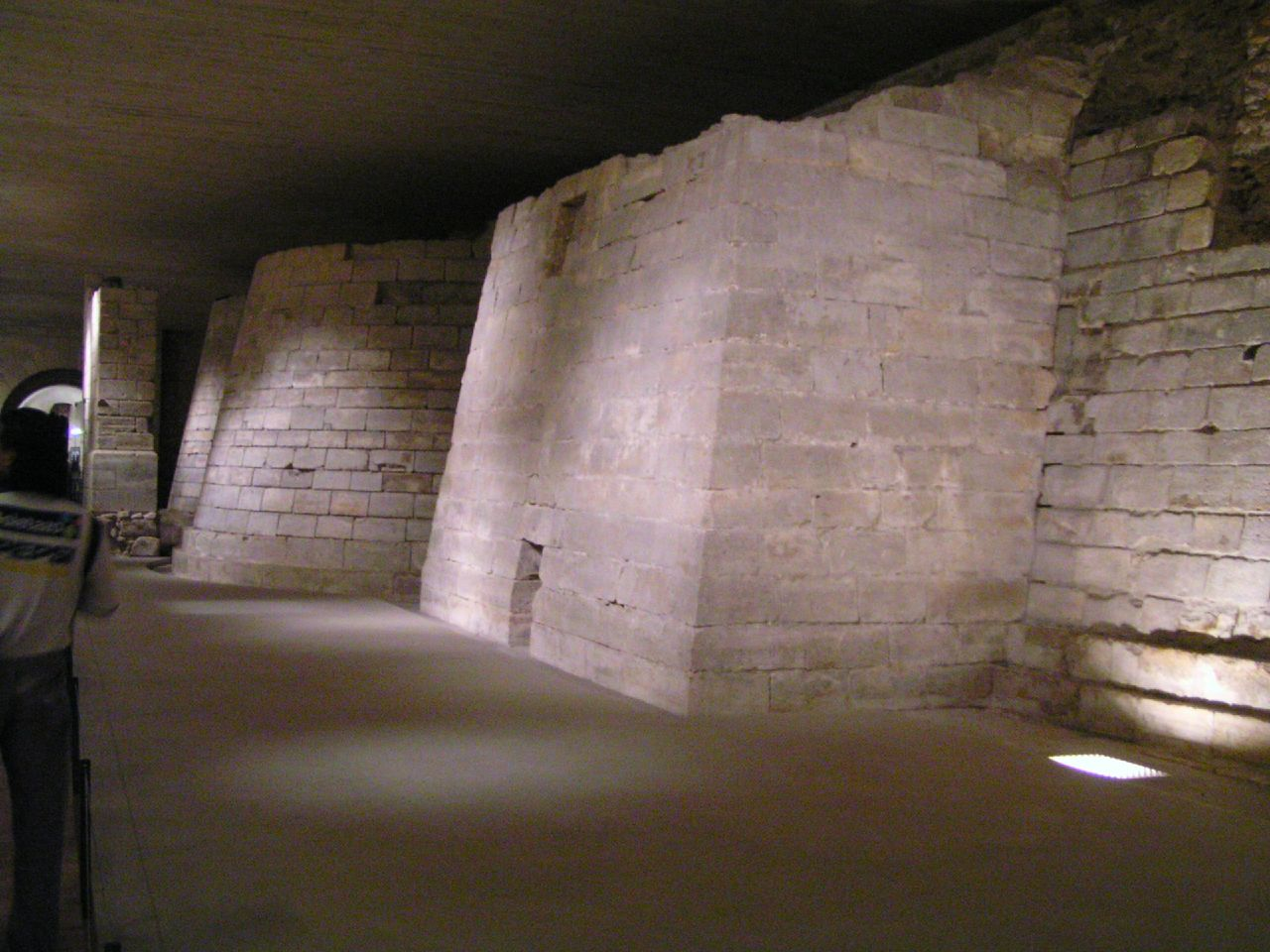
Hradby Filipa II. Augusta v podzemí Louvru
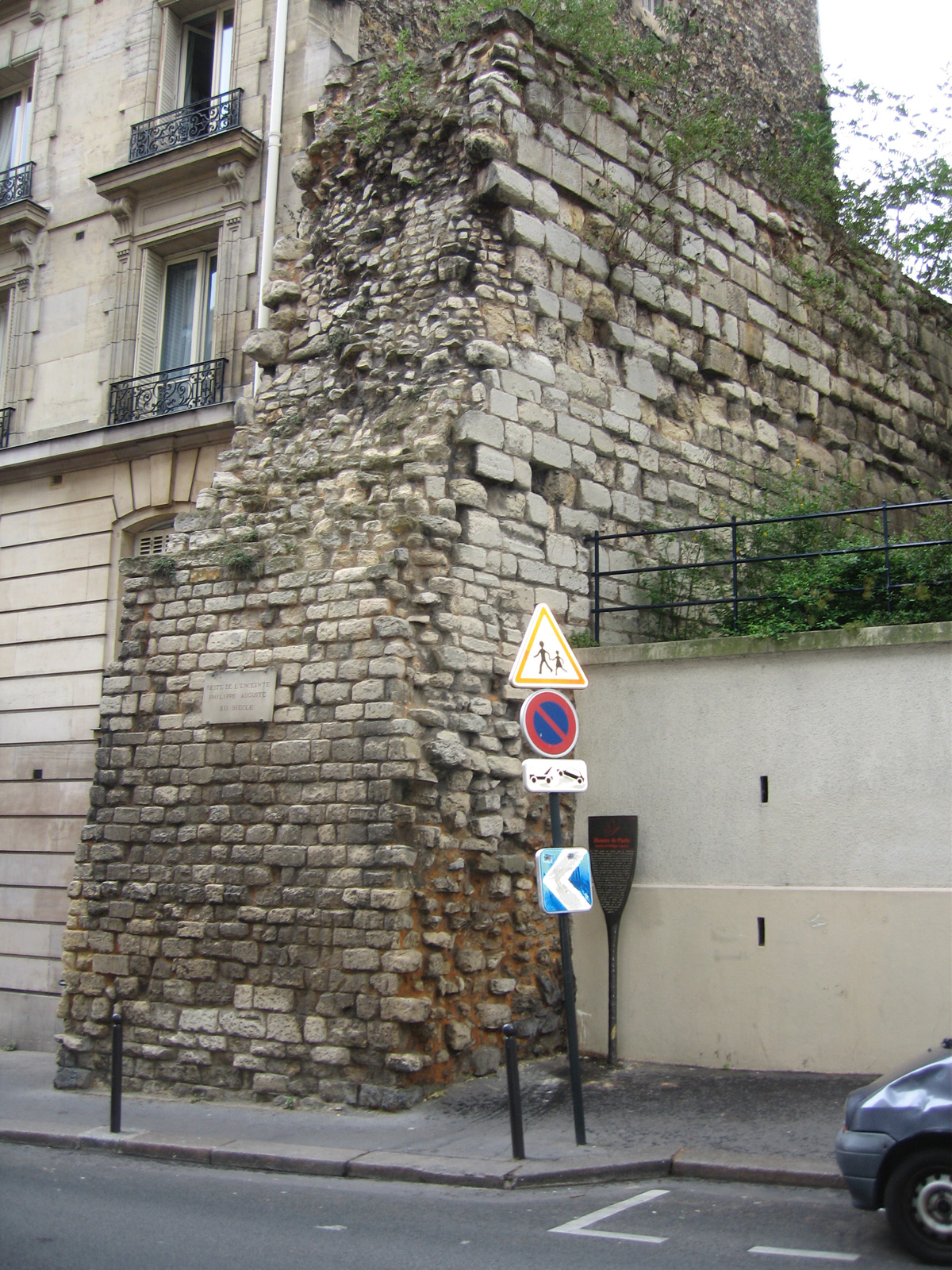
Hradby Filipa II. Augusta v Rue Clovis
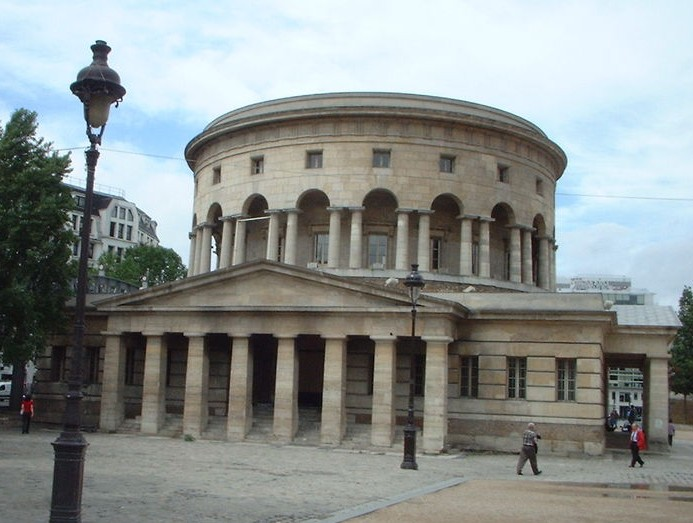
Fermiers generaux: Rotonde de la Villette
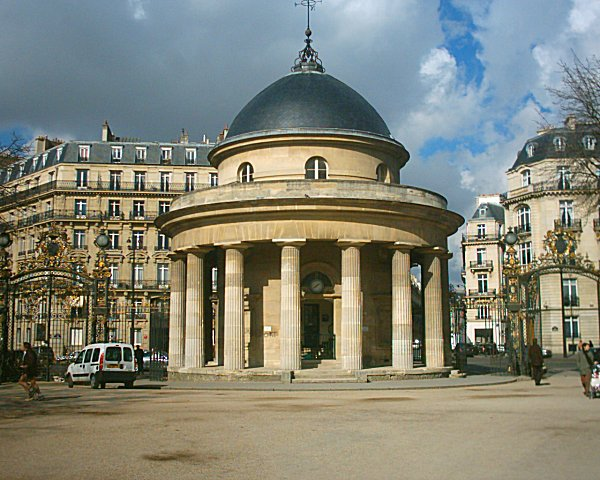
Fermiers generaux: Barrière de Chartres v parku Monceau
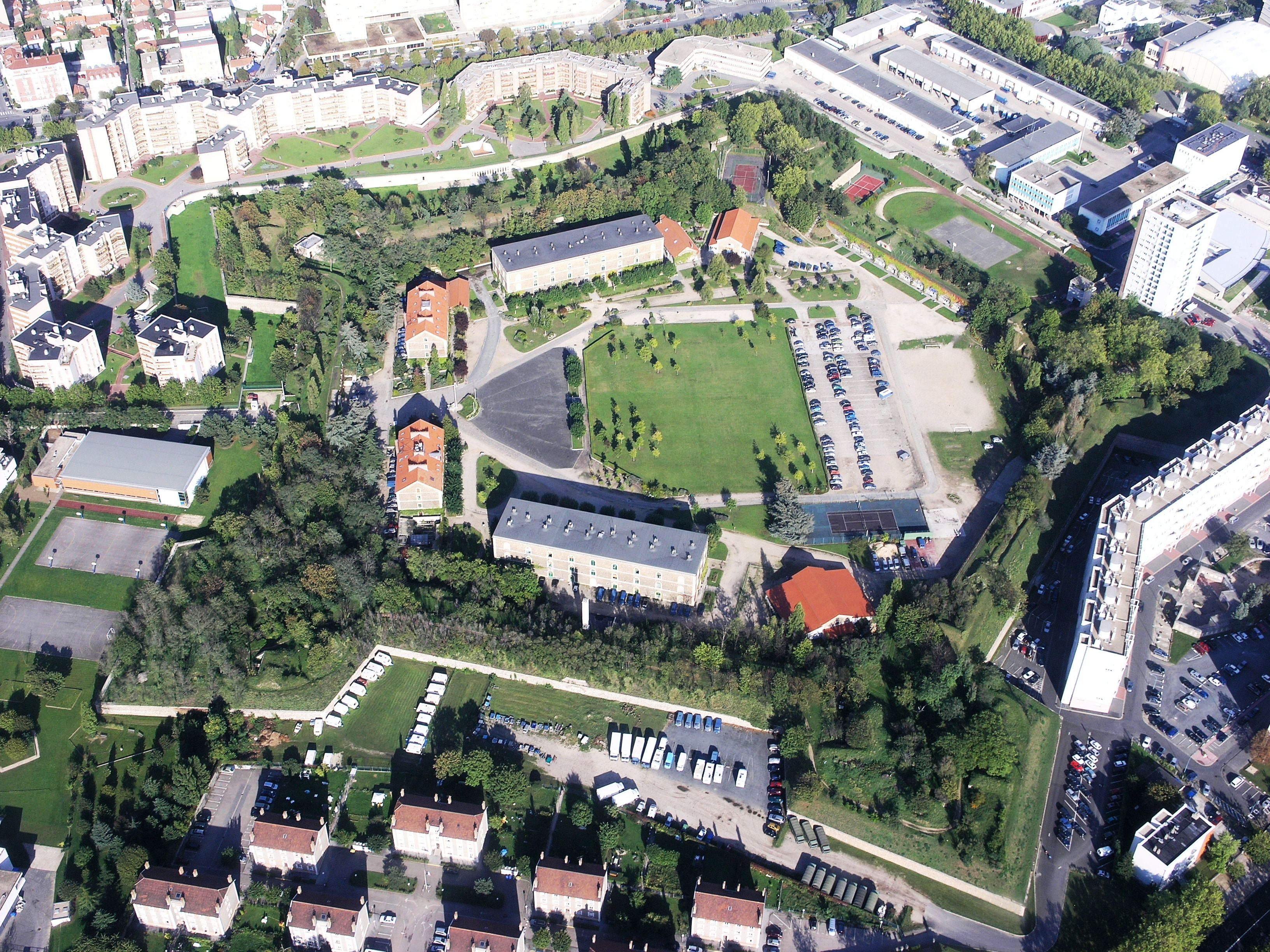
Letecký pohled na Fort de Charenton v Maisons-Alfort
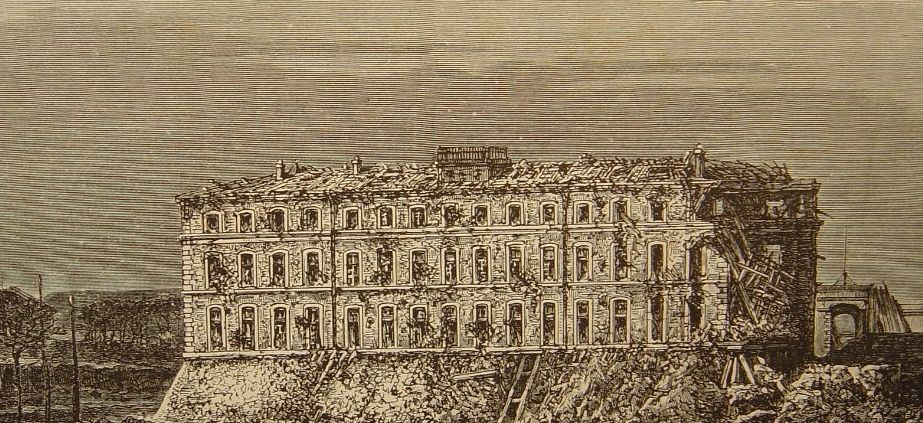
Fort de Montrouge po bombardování roku 1870